# 公園一號
公園一號（韓語：파크원），韓文Pakeuwon 讀音為英文諧音 Park One，中文即是公園一號，是一座位于韓國首爾特別市永登浦區的辦公大樓，其中A座为韓國第五高的摩天大樓，雙塔于2008年級月15日動工，但于2010年-2017年间陷入烂尾状态，最终直至2020年7月31日才得以开幕。

## 组成

### 公園一號A座
楼高333m69层，不仅一举拿下汝矣岛最高建筑物，还成为首尔最高的纯办公楼。值得一提的是，假如公園一號未发生烂尾事件而如期投用，它将在乐天世界大厦建成之前占据朝鲜半岛最高建筑物数年时间。

### 公園一號B座
楼高256m53层，现在NH韩国农协旗下的NH证券将总部办公室迁入B座并获得了B座的冠名权，因此现在B座大厦名称为NH金融大厦（NH금융타워）

### 酒店
楼高30层的首尔费尔蒙大使酒店。

### 购物中心
地上6层，地下两层（B3起为停车场）的首尔大现代购物中心，也是目前韩国达成1万亿销售额最快的商场。有鉴于本场的成功，现代集团也随之将现代百货大邱店改造为大邱大现代购物中心。

## 交通
5号线汝矣渡口站：距离公園一號最近的地铁站。
5号线，9号线汝矣岛站：3号出口设置地下通道连接公園一號和首尔国际金融中心，但是距离太远（通道长度近1km，需步行超过10分钟才能到达），也因此全程设置自动人行步道。